# NTSC
Das National Television Systems Committee [ˈnæʃənəl ˈtɛləvɪʒən ˈsɪstəmz kəˈmɪti] (NTSC) ist eine US-amerikanische Institution, die zwei wichtige Komitees hervorbrachte.
Das erste Komitee wurde 1940 durch die Federal Communications Commission (FCC) gegründet und führte ab März 1941 zu einem einheitlichen Schwarzweiß-Standard in den USA mit 60 Halbbildern pro Sekunde und 525 Zeilen. Das zweite Komitee wurde im Januar 1950 gegen die FCC gegründet. Das Ziel war es, eine aus heutiger Sicht unverständliche Entscheidung der FCC zu kippen, was am 17. Dezember 1953 auch gelang.
Von Ende 1948 bis Mai 1950 fanden Arbeiten zur Entwicklung von Farbfernsehen statt. Deren Abschluss bildete die Voraussetzung der Vergabe von weiteren Frequenzen für Fernsehsender, was zur Entwicklung zweier Farbfernsehsysteme in Rekordzeit führte, zu einer Zeit, als selbst noch Schwarzweiß-Fernsehgeräte unüblich waren und 4 Jahre vor dem Schwarzweiß-Fernsehstart in Deutschland. CBS entwickelte ein zum bestehenden SW-System inkompatibles 405-Zeilen-144-Halbbilder-pro-Sekunde-System, RCA das bekannte NTSC-System. Das RCA-System war dem CBS-System bis auf den höheren Implementierungsaufwand überlegen. Die FCC legte im Mai 1950 wider die Ergebnisse das CBS-Verfahren als Farbfernsehstandard fest. Trotz Protesten von verschiedenen Seiten bestand das FCC auf seiner Entscheidung.
Die Rolle dieses zweiten NTSC war es, trotz dieser FCC-Entscheidung die Entwicklung der für NTSC-Farbübertragung notwendigen Technik zu Ende zu bringen und Fakten zu schaffen, die die Revision der FCC-Entscheidung zur Folge hatten. Das NTSC-Farbsystem ist damit eigentlich das zweite Farbfernsehsystem in den USA.
Sowohl der durch das erste NTSC-Komitee entwickelte Schwarzweiß-Standard als auch die Art und Weise der Farbübertragung wurde in weiten Teilen Amerikas und einigen Ländern Ostasiens verwendet. Die Abkürzung NTSC setzte sich als Bezeichnung für dieses Fernsehsystem durch. Weiterhin steht NTSC für die Idee der Rückwärtskompatibilität von Farbfernsehen zu bestehendem Schwarzweiß-Fernsehen. Es stellt die Grundlage der 14 Jahre später entwickelten PAL- und SECAM-Farbkodierung dar, bei denen zum SW-Fernsehen inkompatible Farbfernsehsysteme nicht mehr zur Debatte standen.
NTSC wurde in Nordamerika in den 2000er Jahren zunehmend durch digitales Fernsehen nach den Verfahren des Advanced Television Systems Committee (ATSC) ersetzt. Seit 2009 ist NTSC bei terrestrischen Fernsehausstrahlungen durch ATSC ersetzt.
Im digitalen Bereich, zum Beispiel auf DVDs, bezeichnet NTSC nur mehr das Bildformat von 720 × 480 Bildpunkten bei 29,97 Vollbildern pro Sekunde. Die übrigen hier aufgeführten Eigenschaften sind für digitale Signale nicht mehr relevant. Das Bild-Seitenverhältnis beträgt 4:3 bzw. 16:9; die Pixelanzahl entspricht 3:2, d. h. die Pixel haben horizontal und vertikal leicht unterschiedliche Abstände.

## Geschichte

### Schwarzweiß-Fernsehen 1940/41
Das National Television Systems Committee wurde 1940 von Walter Ransom Gail Baker im Rahmen der Radio Manufacturers Association (RMA) (dt.: Verband der Radiohersteller) und in Zusammenarbeit mit der Federal Communications Commission (FCC) (dt.: Bundeskommunikationsbehörde) ins Leben gerufen, um den zwischen den Firmen aufgeflammten Konflikt über einen landesweit einzuführenden Fernsehstandard zu lösen. Im März 1941 veröffentlichte das Komitee einen technischen Standard für schwarz-weißes Fernsehen. Dieses basierte auf einem Vorschlag der Radio Manufacturers Association (RMA) von 1936, das ein System mit 441 Zeilen vorschlug. Mit der Weiterentwicklung des Vestigial Sideband (dt.: Restseitenbandverfahren) zur Fernsehübertragung, welche die benötigte Bandbreite verringerte (so dass mehr Sender pro Frequenzband untergebracht werden können), ergab sich eine Möglichkeit, auch die Bildauflösung zu verbessern. Das Komitee machte einen Kompromiss zwischen dem Wunsch der Radio Corporation of America (RCA), die mit dem NBC-Netz schon einen 441-Zeilen-Standard verwendeten, den alten Standard zu behalten und dem Interesse von Philco an einer Auflösung von 600 bis 800 Zeilen, indem es einen 525-zeiligen Standard festlegte.

### Farbfernsehen 1950–53

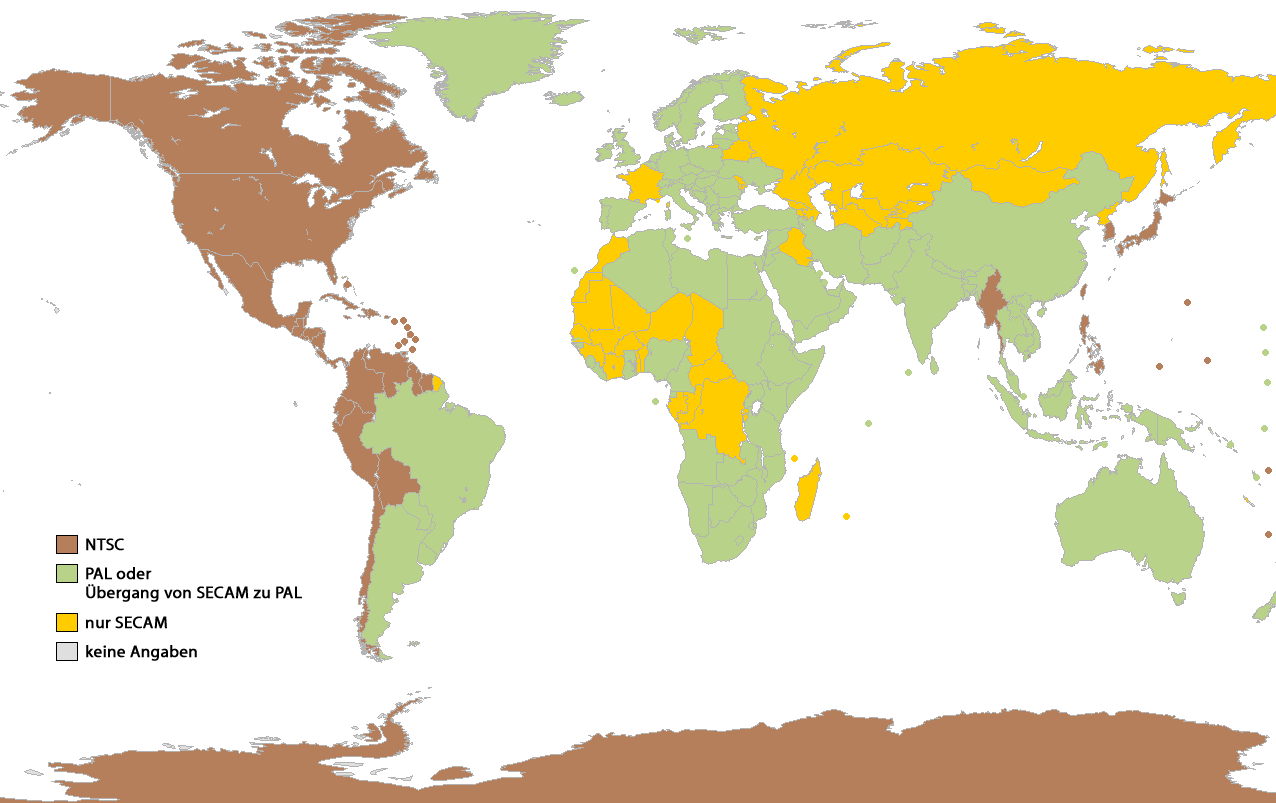
Weltkarte mit der Verteilung der analogen Fernsehverfahren vor der Digital-Ablösung: Länder mit NTSC-SW und -Farbe sind braun, Brasilien nutzt NTSC-SW mit PAL

Die Entwicklung von Farbfernsehen lief als Grundvoraussetzung für die Vergabe von weiteren Frequenzen für Sender ab 1948 mit Hochtouren. Die FCC hatte festgelegt, dass weitere Frequenzen erst wieder vergeben werden, wenn die notwendige HF-Bandbreite für SW- und Farb-Sender feststeht. CBS arbeitete an einem bildsequentiellen System mit Schwarzweißröhre und Farbrad, RCA an einem nichtsequentiellen Verfahren mit Lochmaskenröhre. Ein Prototyp der Lochmaskenröhre wurde von November 1949 bis Mai 1950 entwickelt und zum Laufen gebracht.
Im Januar 1950 wurde das Komitee wieder einberufen. Im Mai 1950 fiel die Entscheidung der FCC für das CBS-Verfahren. Proteste von verschiedenen Seiten, auch CBS-Mitarbeitern führten zu keinem Umschwenken. Das NTSC arbeitete trotz dieser Entscheidung weiter an der Fertig-Entwicklung des RCA-Systems, was im Dezember 1953 die Entscheidung der FCC für das CBS-System kippte. Dieser neue Standard besaß volle Abwärtskompatibilität zum alten Schwarzweiß-Standard, sparte Bandbreite wegen nicht notwendigem Simulcast und lieferte mit 415 × 485 eine bessere Auflösung als das mit einer effektiven Auflösung von 225 × 375 „Pixel“ laufende CBS-Verfahren.
Im Mai 1950 stimmte die FCC für einen anderen Farbfernsehstandard. Er wurde vom Columbia Broadcasting (CBS) entwickelt und war zum alten Schwarzweiß-Standard inkompatibel. Es benutzte wechselnde Farbmischungen, reduzierte die Zeilenanzahl von 525 auf 405 und erhöhte die Rate der Einzelfelder von normalerweise 60 (in 2 Halbbildern zu effektiven 30 fps) auf 144 (was aber durch 6 verschiedene Felder effektiv nur 24 Vollbilder ergab). Die Verzögerungstaktik der RCA verhinderte den Einsatz dieses Systems bis Mitte 1951 und die eigentliche Ausstrahlung mit diesem System lief nur ein paar Monate, bis die Office of Defense Mobilization (ODM) (dt.: Büro für Verteidigungs-Mobilmachung) anlässlich des Korea-Krieges die Produktion von Farbfernsehern verbot. Offiziell abgeschafft wurde der Standard 1953 von der FCC und wurde noch im selben Jahr vom farbigen NTSC-Standard ersetzt, der unter Einbeziehung vieler Firmen, darunter RCA und Philco, entwickelt worden war. Die meisten der bis dahin hergestellten Empfangsgeräte wurden danach verschrottet, heute existieren nur noch zwei Geräte. Eine Variante des CBS-Systems wurde später von der NASA verwendet, um die Bilder der Astronauten aus dem Weltraum zu übertragen.
Über ein drittes, zeilenwechselndes System der Color Television Incorporated (CTI) wurde ebenfalls nachgedacht. Dementsprechend nannte man später das CBS-System feldwechselnd und das NTSC-Format punktwechselnd.
Die erste im freien Handel verfügbare NTSC-Farbkamera war die RCA TK-40A im März 1954, die später durch die verbesserte Version TK-41 ersetzt wurde. Diese wurde die am häufigsten verwendete Fernsehkamera der 1960er Jahre.
Der NTSC-Standard wurde neben den USA von etlichen Industriestaaten übernommen, vor allem von Kanada und von Japan (siehe Weltkarte). Die meisten 60-Hz-Netzfrequenz-Länder folgten dem 525-Zeilen-60-Halbbilder-pro-Sekunde-Standard (außer Bolivien, trotz 50-Hz Netz 525/60) und dem NTSC-Farbsystem (außer Brasilien, nutzte trotz 525/60 PAL), die 50-Hz-Netzfrequenz-Länder dem 625-Zeilen-50-Halbbilder-pro-Sekunde-Standard, mit PAL oder mit SECAM kombiniert.

## Technische Details

Spektrale Aufteilung eine Fernsehsignals, unterteilt in Helligkeitssignal, Farbträger und Tonträger

Das NTSC-Signal wird (anders als bei PAL) in allen Ländern, die es heute nutzen bzw. bis zur jeweiligen Analogabschaltung genutzt haben, mit identischen Sendeparametern benutzt: 525 Zeilen (davon maximal 486 sichtbar) mit Zeilensprungverfahren, 29,97 Vollbilder pro Sekunde (ursprünglich 30 bei Schwarzweiß), Farbträger ca. 3,58 MHz, Tonträger 4,5 MHz, Kanalabstand 6 MHz, negative Amplitudenmodulation für das Bild, Frequenzmodulation für den Ton, Stereoton (soweit vorhanden) mit dem analogen MTS-Verfahren kodiert. Diese Eigenschaften alle zusammen genommen bezeichnet man vollständig als NTSC-M. Lediglich Japan verwendet eine minimal abweichende Norm mit einem leicht anderen Schwarzpegel; durch Verstellung des Helligkeits-Reglers am Empfänger kann dieser Unterschied aber bei allen NTSC-Empfangsgeräten ausgeglichen werden.

### Bildwiederholrate
Der NTSC-Standard, oder korrekterweise Standard M, besteht aus 29,97 Vollbildern pro Sekunde. Jedes Bild besteht aus maximal 486 sichtbaren Zeilen (von denen heute oft nur noch 480 genutzt werden; durch Overscan kann der Zuschauer meist ohnehin weniger als 480 Zeilen auf seinem Bildschirm tatsächlich sehen). Die restlichen zu 525 fehlenden Zeilen werden für die Synchronisation, Rekonstruktion des Bildes und andere Daten wie Untertitel verwendet. Das NTSC-System setzt ein Bild (engl. „frame“) aus zwei Halbbildern (engl. „fields“) zusammen, indem es jeweils abwechselnd nur die ungeradzahligen und nur die geradzahligen Zeilen des Bildes überträgt. Damit wird ein mit 59,94 Hz (beim ursprünglichen Schwarzweißsystem 60 Hz) schwingendes, nahezu flimmerfreies Bild erzeugt. Die 625-zeiligen Formate PAL und SECAM, die beide mit lediglich 50 Hz arbeiten, sind für Bildflimmern etwas anfälliger. Das Zusammensetzen der Bilder macht die Videobearbeitung zwar etwas komplizierter, was aber für alle weitverbreiteten analogen Videoformate, also auch für PAL und SECAM, gilt.
Die NTSC-Bildwiederholrate lief anfangs, in Anlehnung an das in den USA übliche Wechselstromnetz, mit genau 60 Hz. Es war günstiger, die Bildwiederholrate an die Frequenz der Energiequelle anzupassen, da sonst in der Nähe starker Stromquellen oder im Licht von Leuchtstoffröhren laufende Balken auf dem Bildschirm sichtbar gewesen wären. Die Angleichung der Wiederholrate an die Stromversorgung war außerdem für die frühen Liveübertragungen hilfreich: Es war dadurch sehr einfach, die Kamera dazu zu bringen, ein Bild zu speichern, indem man die Wechselspannung als Blendenauslöser verwendete. Im Farbsystem wurde die Wiederholrate dann leicht nach unten auf 59,94 Hz (genauer: 60.000 Halbbilder je 1001 s) abgesenkt, da sich so gewisse Interferenzen zwischen Farbträger und Tonträger verringern lassen (Bildfrequenz = 59,94005994… Hz, Zeilenfrequenz = 262,5 × Bildfrequenz = 15.734,265734… Hz, Farbträgerfrequenz = 227,5 × Zeilenfrequenz = 3.579.545,454… Hz, Tonträgerfrequenz = 286 × Zeilenfrequenz = 4.500.000,000 Hz: Farbträger und Tonträger unterscheiden sich um ein halbzahliges Vielfaches der Zeilenfrequenz).
Die unterschiedliche Bildwiederholrate zwischen NTSC und den anderen beiden Bildformaten PAL und SECAM stellt bei einer Videoumwandlung ein Problem dar. Häufig erfolgt das Umwandeln durch das Weglassen bzw. Wiederholen von (Halb-)Bildern, was bei Kamerabewegungen zu einem Ruckeln führt. Hochwertige und teure Wandler setzen auf Objektverfolgung und Interpolation der Bilder aus benachbarten Bildern. Diese Technik wurde erstmals bei der Fußball-Weltmeisterschaft 1994 in größerem Maße eingesetzt – damals war das recht aufwändig. Obwohl dieses Verfahren mittlerweile dem Stand der Technik entspricht (jeder 100-Hz-TFT-Fernseher kann das Verfahren in leicht vereinfachter Form anwenden), ist es heutzutage trotzdem immer noch üblich, die alte ruckelnde Wandlungsmethode zu verwenden.

### Filmabtastung
Kinofilme werden seit den 1920er Jahren weltweit mit 24 Vollbildern pro Sekunde gedreht, was weder der PAL- noch der NTSC-Norm entspricht. Daraus ergibt sich ein Problem, wenn solche Filme im Fernsehen gezeigt werden sollen. Während man bei PAL (25 Bilder pro Sekunde) den Film einfach 4 % schneller abspielen kann, was noch nicht sehr auffällt, müsste man bei NTSC (ca. 30 Bilder pro Sekunde) den Film 25 % schneller abspielen, was schon sehr stark auffallen würde. Stattdessen werden hier je 4 Bilder in je 5 Bilder mittels des 3:2-Pull-Downs umgewandelt. Jedes zweite Filmbild ist dabei in drei TV-Halbbildern enthalten. Dies führt schon beim Betrachten auf Röhren-TV-Geräten etwa bei Filmkameraschwenks zu ausreißenden Konturen und starkem Ruckeln. Zudem zieht es diverse technische Schwierigkeiten nach sich, wenn es mittels Inverse Telecine (zur Aufzeichnung oder zum Abspielen auf einem Nicht-Standard-Röhren-Fernsehgerät wie LCD, Plasma, 100-Hz-Röhre etc.) wieder rückgängig gemacht werden muss.

### Farbkodierung
Für die Abwärtskompatibilität zum Schwarzweiß-Fernsehen benutzt das NTSC-Format ein Helligkeits- und ein Farbsystem, die getrennt übertragen werden. Diese Zusammensetzung wurde 1938 von Georges Valensi erfunden.
Das Helligkeitssystem ist im Grunde genommen das alte Schwarzweißsystem, wohingegen das Farbsystem die eigentlichen Farbinformationen enthält: Es benutzt für die Farbübertragung zwei Farbdifferenzsignale nach dem YUV-Modell. Das erlaubt es den alten Schwarzweiß-Empfängern, Farbsendungen darzustellen, indem sie die Farbinformationen einfach ignorierten.
Zur Übertragung im FBAS-Videosignal moduliert das NTSC-Format die Farbinformationen auf eine Trägerwelle, auch Farbträger oder Farbhilfsträger genannt, mit einer Frequenz von 3,579545 MHz.
Die Modulationsart ist eine QAM- Restseitenbandmodulation (siehe SSB, PAL), mit dem sich beide Farbdifferenzsignale gleichzeitig übertragen lassen.
Die Trägerwelle selbst wird während der Übertragung aus Effizienzgründen unterdrückt und später bei der (QAM-)Demodulation im Empfänger wieder rekonstruiert. Dazu verwendet man ein kurzes Referenzsignal – ein „Paket“ von Sinusschwingungen der gleichen Frequenz und Phasenlage – welches man Colorburst oder kurz Burst nennt. Es befindet sich am Anfang jeder Bildzeile im eigentlich ungenutzten Raum zwischen dem waagerechten (Horizontal-)Synchronisierungsimpuls und dem Start des sichtbaren Bildinhalts (also in der hinteren Schwarzschulter). Der Colorburst selbst besteht aus acht bis zehn Takten der unmodulierten Trägerwelle mit 180° Phasenlage als Referenz. Zur Rekonstruktion des Farbträgers wird ein in engen Grenzen abstimmbarer (Quarz-)Oszillator mit einem Phasenregelkreis (PLL) auf den Colorburst synchronisiert.
Um die beiden Farbsignale U und V im Empfänger zu gewinnen, erfolgt die Demodulation des QAM-Farbsignals nun mit dem rekonstruierten Farb(hilfs)träger.
Auf dem Funkübertragungskanal und im Empfänger kann es leicht zu Phasenverschiebungen zwischen Burst, bzw. Farbträger, und dem QAM-Signal kommen. Weil NTSC im Gegensatz zu den alternativen Systemen PAL und SECAM ursprünglich nicht über dynamische Korrekturmaßnahmen dagegen verfügte, kam es früher häufig zu charakteristischen Farbverfälschungen wie ins Grüne oder Violette verfälschte Hautfarben. Siehe unterer Abschnitt „Farbfehler“.

### Verschlüsselungssysteme
Analoges und digitales NTSC besitzen verschiedene Zugangssperren („Zugangsmethoden“) zum System, die für Pay Per View (PPV) und andere kundenbezogene Dienstleistungen verwendet werden können.
Gebräuchlich in den Systemen Nordamerikas (von Motorola (GI)):
- Videocipher I (analog, nicht weiter benutzt)
- Videocipher II (letzte Sendung: 26. Juni 2014)
- Digicipher II (digital, weiteste Verbreitung, gebrochen 2016[5])

## Farbfehler
Stellt man sich die Modulation im Zeigerdiagramm vor, so steckt beim jeweiligen Zeiger in der Phase der Farbton, in der Länge des Zeigers die Farbsättigung. Phasenverschiebungen, die in der gesamten Übertragungskette auftreten können (vor allem beim herkömmlichen terrestrischen Empfang, weniger über Kabel oder Satellit), wirken sich dadurch als Farbtonfehler aus. Dieser lässt sich prinzipbedingt nicht automatisch korrigieren. Fernsehgeräte mit NTSC-Farbteil haben deshalb traditionell gegenüber PAL-Geräten eine zusätzliche Einstellmöglichkeit – den Farbtonregler (engl. „hue control“ oder „tint control“).
Die meisten neueren Geräte haben inzwischen Schaltkreise zur automatischen Regelung des Farbtons. Dabei wird vor allem eine Natürlichkeit von Haut- und Gesichtsfarben angestrebt, da Fehler in diesem Bereich am stärksten auffallen. Um das zu erreichen, werden mit dem Vertical-Interval-Reference-Verfahren (VIR) einige Referenzwerte (schwarz, 50 % grau und „hautfarben“) in Bildzeile 19 übertragen. Da diese Referenzwerte als normaler Bildinhalt (aber noch unsichtbar im oberen Bildrand) gesendet werden, ist die Kompatibilität zu alten Empfängern gewährleistet.
Aufgrund der oft auffallenden Farbfehler beim NTSC-Verfahren existiert eine scherzhafte Deutung der Abkürzung NTSC, die entweder als „Never The Same Color“ („Niemals dieselbe Farbe“) oder „Never twice the same color“ („Nie zweimal dieselbe Farbe“) geläufig ist, womit spöttisch auf die Problematik hingewiesen wird, dass selbst bei geringsten Übertragungsfehlern – besonders im Farbbereich von Gesichtsfarben – sichtbare bis störende Verfärbungen auftreten.
Mit Ausnahme von Bildzeile 19 steht die Austastlücke grundsätzlich auch für digitale Dienste wie z. B. Teletext zur Verfügung. Es hat historisch Sender mit Teletext-Angeboten gegeben; es gibt auch Fernsehgeräte mit Teletext-Dekoder (hauptsächlich Multinorm-Empfänger). Stattdessen hat sich ein „Closed Captioning“ genanntes System zur Anzeige von Untertiteln für Gehörlose und Hörbehinderte durchgesetzt, das den Teletext-Untertiteln ähnelt. Alle diese digitalen Datendienste sind aber grundsätzlich unabhängig von der Verwendung des Farbsystems.

## Länder und Territorien, die NTSC benutzen
| Nordamerika:    | - USA | - Kanada | - Mexiko |
| Zentralamerika: | - Amerikanische Jungferninseln - Antigua und Barbuda - Aruba - Bahamas - Barbados - Belize - Bermuda - Britische Jungferninseln - Costa Rica | - Dominica - Dominikanische Republik - El Salvador - Guatemala - Grenada - Haiti - Honduras - Jamaika - Kaimaninseln | - Kuba - Montserrat - Niederländische Antillen - Nicaragua - Panama - St. Kitts und Nevis - St. Lucia - St. Vincent und die Grenadinen - Trinidad und Tobago |
| Südamerika:     | - Bolivien - Brasilien - Chile - Ecuador | - Guyana - Kolumbien - Paraguay                                                                                      | - Peru - Suriname - Venezuela |
| Asien:          | - Japan - Myanmar | - Südkorea - Taiwan                                                                                                  | - Philippinen |
| Pazifik:        | - Amerikanisch-Samoa - Diego Garcia - Fidschi - Guam                                                                                         | - Marshallinseln - Mikronesien - Midway-Atoll - Nördliche Marianen                                                   | - Palau - Samoa |